# Primer ministre de São Tomé i Príncipe
El President de São Tomé i Príncipe és el cap del poder executiu de la República de São Tomé i Príncipe. El càrrec fou establert en 1974.

## Primer Ministres de São Tomé i Príncipe (1974–present)
Moviment per l'Alliberament de São Tomé i Príncipe/Partit Socialdemòcrata (MLSTP/PSD)

      Partit de Convergència Democràtica - Grup de Reflexió (PCD – GR)

      Acció Democràtica Independent (ADI)

      Moviment Democràtic de les Forces pel Canvi - Partit Liberal (MDFM – PL)
| №                                                      | Retrat | Nom (naixement-mort)              | Mandat                 | Mandat                 | Partit    |
| ------------------------------------------------------ | ------ | --------------------------------- | ---------------------- | ---------------------- | --------- |
| 1                                                      |        | Leonel Mário d'Alva (1935–)       | 21 de desembre de 1974 | 12 de juliol de 1975   | MLSTP/PSD |
| 2                                                      |        | Miguel Trovoada (1936–)           | 12 de juliol de 1975   | 9 d'abril de 1979      | MLSTP/PSD |
| Càrrec abolit (9 d'abril de 1979 – 8 de gener de 1988) |        |                                   |                        |                        |           |
| 3                                                      |        | Celestino Rocha da Costa (1937–)  | 8 de gener de 1988     | 7 de febrer de 1991    | MLSTP/PSD |
| 4                                                      |        | Daniel Daio (1947–)               | 7 February 1991        | 16 May 1992            | PCD – GR  |
| 5                                                      |        | Norberto Costa Alegre (1951–)     | 16 May 1992            | 2 July 1994            | PCD – GR  |
| 6                                                      |        | Evaristo Carvalho (1942–)         | 7 de juliol 1994       | 25 d'octubre 1994      | ADI       |
| 7                                                      |        | Carlos Graça (1931–2013)          | 25 d'octubre de 1994   | 15 d'agost de 1995     | MLSTP/PSD |
| Vacant (15 d'agost de 1995 – 21 d'agost de 1995)       |        |                                   |                        |                        |           |
| (7)                                                    |        | Carlos Graça (1931–2013)          | 15 d'agost de 1995     | 31 de desembre de 1995 | MLSTP/PSD |
| 8                                                      |        | Armindo Vaz d'Almeida (1953–)     | 31 de desembre de 1995 | 19 de novembre de 1996 | MLSTP/PSD |
| 9                                                      |        | Raul Bragança Neto (1946–2014)    | 19 de novembre de 1996 | 5 de gener de 1999     | MLSTP/PSD |
| 10                                                     |        | Guilherme Posser da Costa (1953–) | 5 de gener de 1999     | 26 de setembre de 2001 | MLSTP/PSD |
| (6)                                                    |        | Evaristo Carvalho (1942–)         | 26 de setembre de 2001 | 28 de març de 2002     | ADI       |
| 11                                                     |        | Gabriel Costa (1954–)             | 28 de març de 2002     | 7 d'octubre de 2002    | MLSTP/PSD |
| 12                                                     |        | Maria das Neves (1958–)           | 7 d'octubre de 2002    | 16 de juliol de 2003   | MLSTP/PSD |
| Vacant (16 de juliol de 2003 – 23 de juliol de 2003)   |        |                                   |                        |                        |           |
| (12)                                                   |        | Maria das Neves (1958–)           | 23 de juliol de 2003   | 18 de setembre de 2004 | MLSTP/PSD |
| 13                                                     |        | Damião Vaz d'Almeida (1951–)      | 18 de setembre de 2004 | 8 de juny de 2005      | MLSTP/PSD |
| 14                                                     |        | Maria do Carmo Silveira (1960–)   | 8 de juny de 2005      | 21 d'abril de 2006     | MLSTP/PSD |
| 15                                                     |        | Tomé Vera Cruz (1955–)            | 21 d'abril de 2006     | 14 de febrer de 2008   | MDFM – PL |
| 16                                                     |        | Patrice Trovoada (1962–)          | 14 de febrer de 2008   | 22 de juny de 2008     | ADI       |
| 17                                                     |        | Joaquim Rafael Branco (1953–)     | 22 de juny de 2008     | 14 d'agost de 2010     | MLSTP/PSD |
| (16)                                                   |        | Patrice Trovoada (1962–)          | 14 d'agost de 2010     | 12 de desembre de 2012 | ADI       |
| (11)                                                   |        | Gabriel Costa (1954–)             | 12 de desembre de 2012 | 25 de desembre de 2014 | MLSTP/PSD |
| (16)                                                   |        | Patrice Trovoada (1962–)          | 25 de desembre de 2014 | 2018                   | ADI       |
| (17)                                                   |        | Jorge Bom Jesus (1962–)           | 2018                   | 2021                   |           |